# حرب الخلافة الزناتية
حرب الخلافة الزناتية، هي حرب اندلعت بعد وفاو ورو بن سعيد على زعامة قبيلة زناتة.

## الحرب
في شوال 406هـ / مارس-أبريل 1016 توفي ورو بن سعيد زعيم زناتة، فاندلعت بين ابنه خليفة و أخيه خزرون حرب على زعامة زناتة، و انقسمت القبيلة بينهما، و حصل خليفة على أغلب الدعم، و ساهم محمد بن الحسن والي طرابلس في بث الشقاق بينهما، و قد أثر هذا على حصار قلعة بنو حماد حيث أمِل حماد بن بلكين أن تهاجم زناتة عدوه باديس، و بعد أن جمع خليفة الكثير من الدعم هاجم عمه خزرون و استولى على قيطون زناتة، فلجئ خزرون لدى الحاكم بأمر الله الخليفة الفاطمي في مصر، و هناك تربى أبنائه سعيد ومنتصر وخليفة، بينما أصبح خليفة بن ورو زعيما لزناتة.